# François-Guilhem Pion
François-Guilhem Pion (Niort, ...) è un giocatore di football americano francese, che gioca come runningback per i Kuopio Steelers.
Dopo aver giocato per due squadre del suo paese natale si è trasferito ai Flash de La Courneuve, coi quali ha vinto il campionato nazionale e la CEFL. Ha quindi firmato con i Kuopio Steelers.

## Palmarès
- 1 CEFL Bowl (2023)
- 1 Casque de Diamant (2022)